# Kužni pil u Osijeku
Kužni pil ili zavjetni spomenik Presvetog Trojstva je kameni kip na Trgu sv. Trojstva u osječkoj Tvrđi.
Kip je podignut 1729. – 1730. u spomen na zavjet protiv kuge koja je u 18. stoljeću često pogađala Slavoniju. Izradu kipa financirala je barunica Marija Ana Petraš, udovica husarskog generala, podmaršala Maksimilijana Petraša, koji je bio zapovjednik osječke Tvrđe.
Kip je izrađen u baroknom stilu, po uzoru na brojne slične koji su postojali u gradovima Austrijske monarhije. Nije poznat njegov autor, ali se pripisuje mariborskom kiparu Josephu Geruppu, koji se u vrijeme nastanka kipa doselio u Osijek.
Spomenik se sastoji od visokog postolja s gigantskim volutama, na kojemu je pet skulptura svetaca zaštitnika od kuge: sv. Sebastijan, sv. Rok, sv. Karlo Boromejski, sv. Franjo Ksaver i sv. Rozalija. Na postolju se uzdiže visoki stup na kojemu je skulpturalna grupa Presveto Trojstvo, koja prikazuje lik Boga Oca, Krista te Duha svetoga u liku golubice. 
Spomenik je obnovljen 1784. godine dodavanjem vanjskog podnožja na kojemu su na vlastitim postoljima kipovi sv. Josipa, sv. Marije od Bezgrešnog Začeća, sv. Katarine i sv. Ivana Nepomuka. Ovi su kipovi, prema predaji, krasili nekadašnja gradska vrata u Osijeku: Valpovačku i Novogradsku kapiju.
Na spomeniku je uklesano pet latinskih natpisa koji imaju kronograme. Na njima se čitaju godine izgradnje te obnove spomenika: 1729., 1730., 1829. i 1867. godina. Budući da je skulptura klesana od kamena pješčenjaka koji je podložan propadanju, bilo ga je nužno često obnavljati.